# فریدهلم هیبرمن
فریدهلم هیبرمن (آلمانی: Friedhelm Haebermann؛ زادهٔ ۲۴ ژوئیهٔ ۱۹۴۶) بازیکن و مربی فوتبال اهل آلمان بود.
از باشگاه‌هایی که در آن بازی کرده‌است می‌توان به باشگاه فوتبال آینتراخت براونشوایگ اشاره کرد.
وی به‌همراه تیم ملی فوتبال آلمان غربی در بازی‌های المپیک تابستانی ۱۹۷۲ شرکت کرده‌است.